# 常赉
常赉（?—1746年）哈達纳喇氏，祖上和乌喇纳喇氏同源，满洲镶白旗人，清朝将领。

## 生平
镇安将军玛奇之子，早年待在世宗官邸。雍正：常赉系朕藩邸属下，因其为人谨慎安静，平日尚有上进之志，是以用为外任，升授巡抚。雍正元年，授工部员外郎，改迁郎中。雍正二年，调户部。雍正三年，授广东布政使。隔年再拔擢為福建巡抚，后迁广东巡抚。雍正六年，调職云南。雍正八年，授刑部侍郎，署宁夏将军。九年，授镇安将军、內大臣 (清朝)。
雍正十年，準噶爾入侵哈密，常赉率軍前往无克克岭，再隨岳鍾琪移军穆垒，又隨张广泗移军巴尔库尔。雍正十一年冬天驻守南山。雍正十三年改驻守巴尔库尔。乾隆元年，準噶爾求和，常赉還軍北京。乾隆五年，以疾辭歸。乾隆十一年，卒。

## 家庭
- （明代）世祖旺濟外蘭（哈達那拉氏）。
- 高祖蘇巴海。哈達地方納喇氏，“蘇巴海，鑲白旗人，萬之叔旺濟外蘭之曽孫也，世居哈達地方，國初率滿洲二百人来歸，編佐領，令其長子莽果統之”（据《八旗滿洲氏族通譜》卷23）。
- 曾祖莽果，佐领。胞兄唐武，原任佐領；其子薩爾岱原任前鋒叅領，阿爾岱原任頭等侍衛。胞兄星鼐，授騎都尉、三等輕車都尉、二等輕車都、一等輕車都尉、二等男。
- 祖父馬拉，原任副都統。胞兄洪納里。
- 父玛奇（又馬緝），康熙十八年（1680），累遷鑲白旗滿洲都統，授镇安将军。胞兄喀啟（又喀爾奇），以巴牙喇壯達從軍，署巴牙喇甲喇章京（护军参领），從征湖廣、江西，敗吳三桂將夏國相於萍鄉、謝勝先於瀏陽、吳國貴於武岡，授一等雲騎尉，配觉罗氏。喀啟子那福护军参领世袭雲騎尉，曾孙有乾隆甲午科舉人那靈阿，字雲巖，甘肃迪化州直隸州知州，甘肃武乡试同考官，配觉罗氏，御前侍卫护军参领加都统衔兴福次女，嘉庆十一年(1806)乌鲁木齐都统和瑛奉旨审理那灵阿和乌鲁木齐都统宗室奇臣往来宴会贪腐案。那靈阿子乾隆甲寅科舉人鍾秀（喀啟-光图-明福-那灵阿-鍾秀），鍾秀配觉罗氏，乾隆已卯科举人奉天锦县知县阿青阿之女。
- 胞兄马长海（又长海，字汇川，号清痴），清代诗人，著有《雷溪草堂集》。分属镶白旗满洲第二、三参领。该哈達納喇氏实际上和乌拉納喇氏祖上同源，故马长海的著作《雷溪草堂诗集》上有乌拉納喇氏查承斋（父镶白旗滿洲文华殿大学士查郎阿）题跋自称是马长海的侄子。分属镶白旗满洲第二、第三参领。
- 子：那善（亦那山），镶白旗满洲德文（德雯）佐领下人，五品廕生，原任刑部員外郎、湖廣道監察御史、世襲佐領，还有一子那瞻。那善佐领下人宜特墨氏勒爾謹是乾隆翻译进士，官至陕甘总督，因甘肅冒賑案贪污事发，被赐死[2]。
- 孙儿郡君多罗額驸兼公中佐领广西浔州副将德彬（亦德斌）；妻郡君愛新覺羅氏，其胞兄裕僖郡王亮煥，父裕莊親王廣祿，曾祖裕憲親王福全。佐领德文（亦德雯）。山西太原镇总兵德龄（奏折显示是纳喇氏，镶白旗满洲德文佐领下人），拜唐阿累擢銮舆卫冠军使。出为直隶通州、山永副将，擢山西太原镇总兵。嘉庆初川楚教乱，驻防四川夔州，在四川殁於阵，予骑都尉世职，孙文玉袭爵，清史有传。此德文佐龄下人还有乾隆甲午科舉人那靈阿，乾隆甲寅科舉人鍾秀。
- 孫女哈達納喇氏，那善第三女，誥贈宜人，嫁正藍旗滿洲、都察院經歷廳經歷、他塔喇氏瑭玠[2]；系嘉庆翰林、刑部左侍郎秀堃之母。
- 侄曾孫：乾隆甲寅科舉人鍾秀、庆善、春格、兴昌、兴平等众多。

## 延伸阅读
[在维基数据编辑]
 《清史稿/卷298》，出自趙爾巽《清史稿》